# Кутеса, Сэм
Сэм Казамба Кутеса (англ. Sam Kahamba Kutesa; род. 1 февраля 1949, Уганда) — угандийский политический деятель и юрист, министр иностранных дел (2005—2014, 2015—2021), председатель Генеральной Ассамблеи ООН (2014—2015).

## Биография
Сэм Кутеса родился 1 февраля 1949 года.
Он учился в средней школе Мбарара. Кутеса получил степень бакалавра права в Университете Макерере, ещё тогда, когда это учебное заведение было частью Университета Восточной Африки. У него также есть диплом о высшем образовании в области юридической практики от Центра развития права в Кампале.